# 李周 (五代)
李周（871年—944年），原名李敬周，字通理，邢州内丘县（今河北省内丘县）人，五代十国将领。李抱真的后裔。
李周十六岁为县捕贼将，后来投奔李克用，任黄头军使，迁匡霸都指挥使。后来随唐庄宗征战，孤军坚守杨刘城（今山东省东阿县北）。同光年间，历任相州、蔡州二州刺史，改授西川节度副使。唐明宗时天成三年秋，出为邠宁节度使，讨平庆州窦廷琬叛乱。长兴、清泰年间，历徐、安、雍、汴四镇，所至无苛政，人皆乐之。后晋建立，李周再任邠宁节度使，累官至检校太师、兼侍中，又作为老将任东京留守，授开封尹，年七十四岁去世。诏赠太师。

## 延伸阅读
[在维基数据编辑]
 《新五代史/卷47》，出自歐陽修《新五代史》